# Sait Orahovac
Sait Orahovac (24. května 1909 Podgorica, Černohorské knížectví – 21. listopadu 1992 Sarajevo, Republika Bosna a Hercegovina) byl bosenskohercegovský a černohorský básník a folklorista bosňáckého původu.

## Životopis
Od raného mládí žil v Sarajevu, kde na Filozofické fakultě Univerzity v Sarajevu dokončil studia dějin jugoslávské literatury a srbochorvatského jazyka. Na stejné vysoké škole roku 1980 získal doktorát za Kulturně-historické, etické a estetické prvky muslimských lidových písní (Kulturno-istorijske, etičke i estetske oznake muslimanskih narodnih pjesama).
Za života publikoval 35 knih, z toho 20 sbírek poezie a 15 prací z oblasti folkloristiky.
Orahovac byl členem Sdružení spisovatelů Bosny a Hercegoviny (Društvo pisaca Bosne i Hercegovine) a Sdružení pro studium folklóru (Društvo za obradu folklora).

## Dílo
- Vihori uzdaha (Vichr vzdechu, Podgorica 1928), básnická sbírka
- Nemirne svetiljke (Neklidné lucerny, Sarajevo 1930), básnická sbírka
- Motivi iz Bosne (Motivy z Bosny, Sarajevo, 1931 a 1933), básnická sbírka
- Potezi ulijevo (Kroky doleva, ? 1932), básnická sbírka, úředně zakázána
- Usponi (Vzestupy, Nikšić 1933), básnická sbírka
- Stihovi raba Saita (Verše raba Saita, Sarajevo 1936), básnická sbírka
- Lirska saopštenja (Lyrická sdělení, Sarajevo 1938, Beograd 1939), básnická sbírka
- Vrisci i kliktaji: zbirka borbene patriotske lirike (Křiky a jásoty, Sarajevo 1946), básnická sbírka
- Soneti: pjesme intimnih osjećanja (Sonety: písně intimních pocitů, Sarajevo 1953), básnická sbírka
- Pjesme o narodnim herojima (Písně o národních hrdinech, Sarajevo 1952, 1955, 1958, 1972), básnická sbírka
- Sonetska senčenja (Sonetové stínování, Sarajevo 1957), básnická sbírka
- Korak do zida (Krok ke zdi, Sarajevo 1966), básnická sbírka
- Soneti i minijature (Sonety a miniatury, Sarajevo 1971), básnická sbírka
- Krug se zatvara: soneti (Kruh se uzavírá, Sarajevo 1980), básnická sbírka

### výbory poezie
- Izbor pjesama (Výbor básní, Sarajevo 1974), výbor básní
- Slapovi: izabrani i dopunjeni soneti (Peřeje: vybrané a doplněné sonety, Titograd 1983), výbor básní
- Niz grebene i sprudove: prošireni soneti (Po útesech a hřebenech: rozšířené sonety, Sarajevo 1989?), výbor básní
- Izabrane pjesme (Vybrané básně, ed. Drenko S. Orahovac, Podgorica 2009), výbor básní

### redaktor v publikacích
- Savremene narodne pjesme (Současné lidové písně, ed. Sait Orahovac, Sarajevo 1955, 1957), antologie
- Anegdote iz oslobodilačkog rata (Anekdoty z osvobozeneckého boje, ed. Rade Bašić a Sait Orahovac, Sarajevo 1957), antologie
- Partizani u anegdotama (Partyzáni v anekdotách, ed. Sait Orahovac, Sarajevo 1960, 1964, 1966), antologie
- Anegdote o našim književnicima (Anekdoty o našich spisovatelích, ed. Sait Orahovac, Sarajevo 1961), antologie
- Sevdalinke, balade i romanse Bosne i Hercegovine (Sevdalinky, balady a romance Bosny a Hercegoviny, sebral a ed. Sait Orahovac, Sarajevo 1968), antologie
- Vedrine duha: odabrane anegdote iz NOB (Bodrost ducha: vybrané anekdoty z národně osvobozeneckého boje, ed. Sait Orahovac, Sarajevo 1970), antologie
- Narodne pjesme bunta i otpora: motivi iz revolucije, borbe i obnove (Národní písně vzpoury a odporu: motivy z revoluce, boje a obnovy, ed. Sait Orahovac, 3. vyd. Sarajevo 1971), antologie, poté jako: Pjesme bunta i otpora (ed. Sait Orahovac, Beograd 1975), antologie
- Stare narodne pjesme muslimana Bosne i Hercegovine (Staré lidové písně muslimů Bosny a Hercegoviny, sebral a ed. Sait Orahovac, Sarajevo 1976), antologie
- Muslimanske narodne pjesme (Muslimské lidové písně, výbor a ed. Sait Orahovac, Beograd 1977), antologie
- Neka živi čiča Moša: partizanske anegdote i dosetke (Ať žije strýček Moša: partyzánské anekdoty a vtipy, ed. Sait Orahovac, Beograd 1986), antologie
- Muslimanska poezija XX vijeka (Muslimská poezie XX. století, ed. Sait Orahovac, Sarajevo 1990), antologie
- Biserna ogrlica: izabrane starobosanske muslimanske, srpske i hrvatske narodne sevdalinke (Perlový náhrdelník: vybrané starobosenské muslimské, srbské a chorvatské lidové sevdalinky, ed. Sait Orahovac, Banjaluka 1990), antologie